# صومعه کوه مقدس
صومعه کوه مقدس (اوکراینی: Свято-Успенська Святогірська Лавра) یک صومعه اصلی کلیسای ارتدوکس اوکراین است که در سمت چپ ساحل رودخانه سورسکی دونتس قرار دارد.
اسویاتوهیرسک در استان دونتسک ابلاست در شرق اوکراین قرار دارد و نام آن از کوه‌های مقدس گرفته شده است.
امروزه محل صومعه مرکزی در وسط مناظر طبیعی پارک ملی اسویاتوهوری قرار دارد. کلیسای ارتدوکس اوکراین (کلیسای ارتدکس روسی) این مکان را در سال ۲۰۰۴ یک گدازه آتشفشانی شناسایی کرد.

## تاریخچه
اولین نوشته‌های مکتوب به دست آمده از این صومعه به سده ۱۶۲۷ برمی‌گردد، اگر چه در اوائل ۱۵۲۶ زیگسموند فون هربر اشتاین در نوشته‌هایش به منطقه «کوه‌های مقدس» اشاره کرده است. با اینحال به احتمال زیاد اولین راهبان در قرن ۱۵ در این منطقه مستقر شده‌اند. در آن زمان بنای صومعه در یک زمین وحشی قرار داشت و کوچک بود و به‌طور مداوم با یورش تاتارهای کریمه ویران می‌شد.

در ۲۵ اکتبر ۲۰۰۵، بانک ملی اوکراین سکه یادبود ۱۰ گریونایی را ضرب کرد که تصویر صومعه کوه مقدس را روی خود دارد.

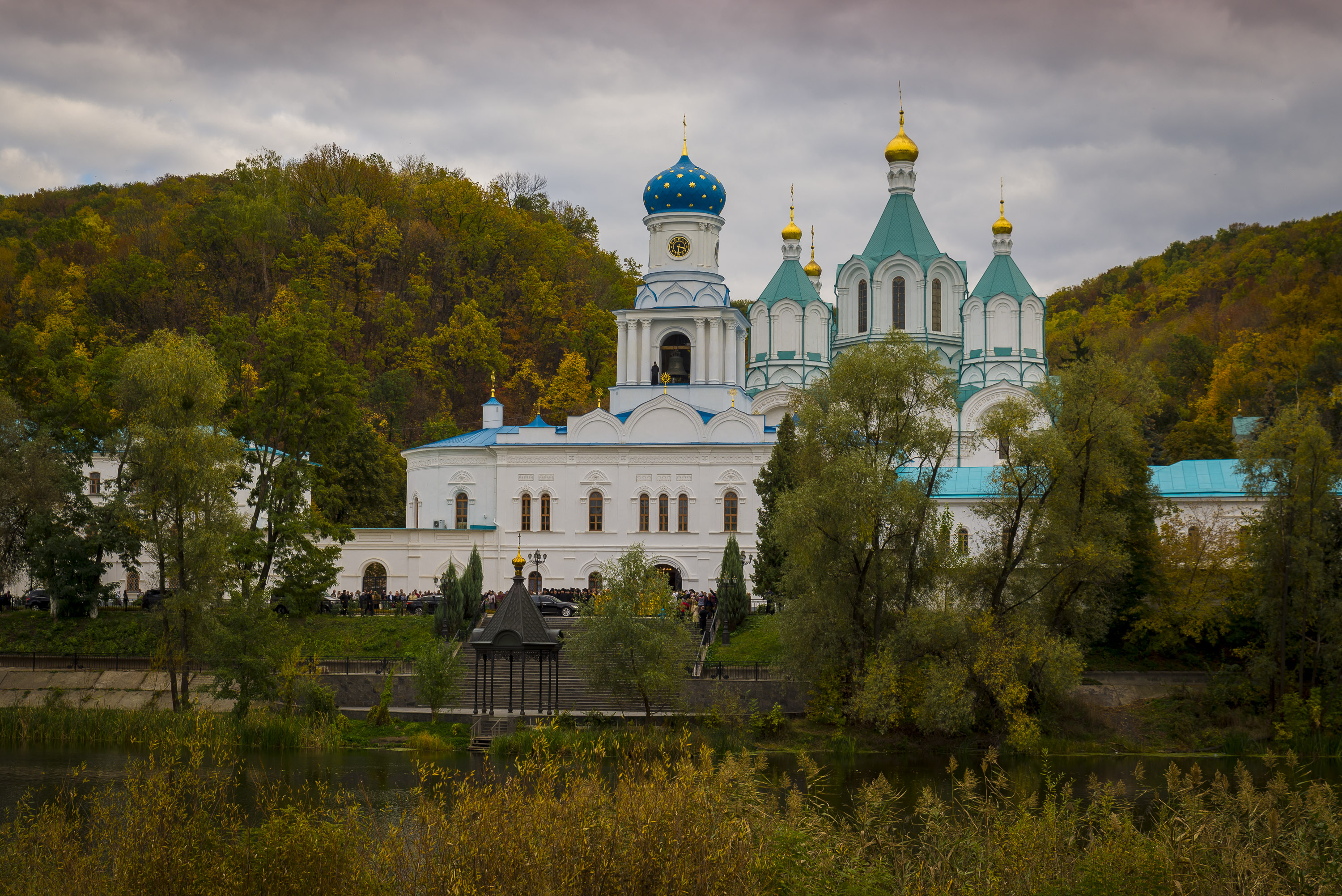
نگاره صومعه کوه مقدس از روبرو

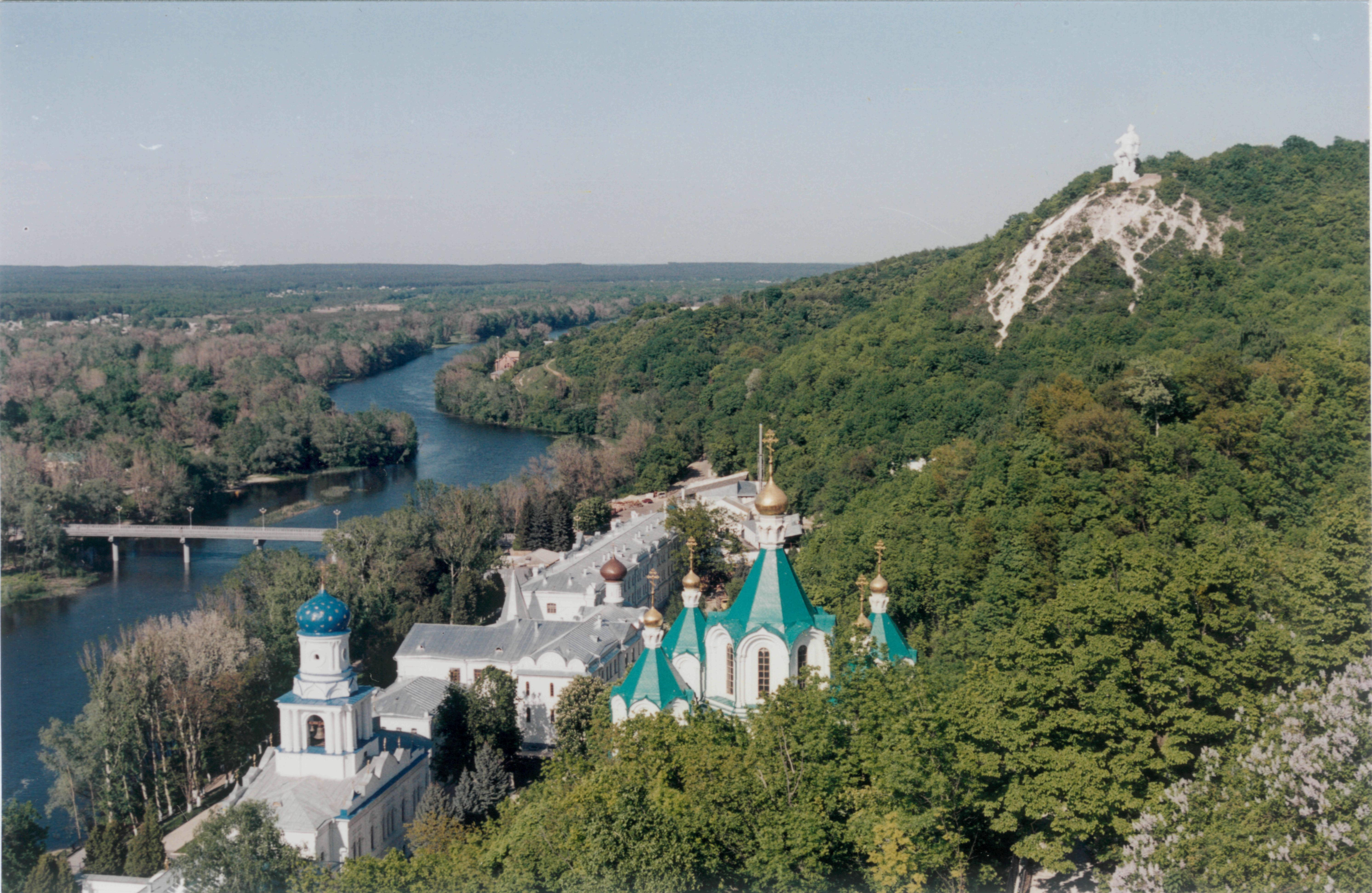
نگاره صومعه کوه مقدس از سمت چپ